# Zendette
En créole réunionnais le mot zendette désigne la larve des insectes de la famille des longicornes.

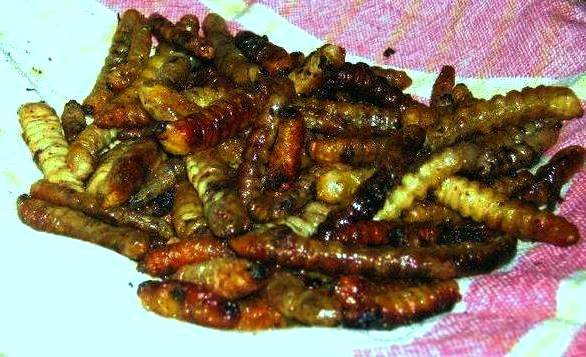
Zendettes frits

Zendette peut s'orthographier de plusieurs manières : z'andet, zandet, zandette, zendet, z'endet.

## Présentation

### Classification
Les zendettes font partie du règne animal. Ce sont les larves d'insectes appartenant à l'embranchement des arthropodes, à l'ordre des coléoptères et à la famille des cerambycidae.
Ces larves sont caractérisées par leur blancheur et le fait qu'elles soient charnues. Leur tête est souvent noire autour des parties buccales. C'est une larve de type « accordéon » dont les segments thoraciques et abdominaux identiques sont séparés par une membrane inter-segmentaire souple et extensible. Les paires de pattes, au nombre de trois sont très courtes ou parfois absentes. 
Il est difficile de distinguer les larves des différentes espèces cerambycidae.   

### Localisation
Les zendettes de La Réunion sont de type xylophage. On retrouve ces larves dans divers troncs d'arbres en décomposition (arbre mort sur pied), tels que le Tamarinier ou le Grand natte... Ces arbres sont généralement localisés dans les Hauts de la Réunion.

## Utilisation culinaire

### Origine
La consommation d'insectes par les hommes est appelée entomophagie. Sur l'île, la consommation du zendette est une tradition ancienne. Ce fut un moyen de subsistance pour les esclaves Marrons se réfugiant dans les Hauts de l'île.

### Récolte et préparation
On reconnaît un « arbre à zendettes » lorsque l'on peut observer des trous d'environ 1 cm de diamètre sur le tronc. Pour extraire les larves, il convient de couper la section supérieure de l'arbre puis de fendre le tronc dans sa longueur jusqu'à l'apparition de l'insecte. 
Il est important de se renseigner sur la toxicité de l'essence de l'arbre dont on extrait la larve. On peut citer, par exemple, le bois de rempart (Agarista salicifolia), une espèce toxique de la Réunion.   
Les larves doivent être récoltées vivantes, ce qui garantit leur fraîcheur. 
Les zendettes peuvent se consommer crus ou frits dans l'huile.